# Rock 'n' Roll High School (film)
Rock 'n' Roll High School is een Amerikaanse muziekfilm, tienerfilm, deels concertfilm en komedie uit 1979, geregisseerd door Allan Arkush met de rockgroep The Ramones in de hoofdrol.

## Plot
Omdat de Vince Lombardi High School kampt met gezagsproblemen bij haar leerlingen die meer van rock 'n' roll houden dan studeren wordt er een nieuwe directrice aangenomen. Zij is ultrastreng en besluit de zwaarste rebel van de school, Riff Randall, te straffen door haar tickets naar het Ramones-concert af te nemen. Voor Randall is dit een ramp, gezien ze als die-hard fan de groep live wilde zien en Joey Ramone een zelfgeschreven liedjestekst tonen. Via een radiowedstrijd weet ze toch aan de benodigde tickets te raken. Alle leerlingen wonen stiekem het Ramones-concert bij en nodigen de groep uit om 's anderendaags naar hun school te komen. Als de directie op die dag een grote stapel rockplaten in brand steekt komen de leerlingen in opstand. Ze bezetten de school en laten The Ramones optreden. Als de politie hen dwingt het gebouw te evacueren besluiten de leerlingen zich over te geven. Maar niet vooraleer ze de ganse school laten exploderen...!

## Rolverdeling
| Acteur           | Personage                |
| ---------------- | ------------------------ |
| P.J. Soles       | Riff Randell             |
| Joey Ramone      | Zichzelf                 |
| Johnny Ramone    | Zichzelf                 |
| Dee Dee Ramone   | Zichzelf                 |
| Marky Ramone     | Zichzelf                 |
| Vince Van Patten | Tom Roberts              |
| Clint Howard     | Eaglebauer               |
| Dey Young        | Kate Rambeau             |
| Mary Woronov     | Rector Evelyn Togar      |
| Paul Bartel      | Mr. McGree               |
| Dick Miller      | Politiecommissaris       |
| Don Steele       | Screamin' Steve Stevens  |
| Lynn Farrell     | Angel Dust               |
| Grady Sutton     | Voorzitter schoolbestuur |